# The Very Hungry Caterpillars
«The Very Hungry Caterpillars» (titulado «Las orugas famélicas» en Hispanoamérica y «Las pequeñas orugas glotonas» en España) es el vigésimo episodio de la trigésimo cuarta temporada de la serie de televisión animada estadounidense Los Simpson, y el 748 en total. Se emitió en los Estados Unidos en Fox el 7 de mayo de 2023. El episodio fue dirigido por Gabriel DeFrancesco y escrito por Brian Kelley.
En este episodio, la familia Simpson se las arregla para estar en casa después de que una invasión de orugas obligue a un encierro. Rob Lowe interpretó a Peter, el primo del director Skinner. El episodio recibió críticas positivas.

## Trama
En la mesa del desayuno, Maggie pasa por una fase en la que se niega a comer alimentos sin aderezo ranchero. De repente, un anuncio de emergencia informa de que el pueblo ha sido invadido por orugas y que debe permanecer cerrado hasta que las orugas se vayan. Los niños comienzan el aprendizaje a distancia con el director Skinner. Al final de la jornada escolar, Skinner deja accidentalmente su cámara en funcionamiento, lo que permite a Bart vigilarle. Skinner está en casa con su madre, Agnes, y su primo Peter, que se queda con ellos. Ve que Agnes prefiere a Peter antes que a Skinner. Mientras tanto, la familia se queda sin aderezo ranchero y Marge le dice a Homer que le pida más a Ned Flanders. Después de que Homer insulte a Flanders, éste regresa sólo con una pequeña taza de aderezo. Lisa se entera de que el encierro podría durar meses.
Para aliviar la ansiedad de Lisa, Homer le da a Lisa su regalo de Navidad, un playset de Malibú Stacy. Sin embargo, la imaginación de Lisa hace que los muñecos cobren vida, y discuten sobre el encierro. Bart y los demás niños siguen vigilando a Skinner, y ven cómo Agnes le da la manta de seguridad de Skinner a Peter. Deciden ayudar a Skinner a recuperarla. Homer intenta que Maggie coma comida con otras salsas, pero ella se niega. Homer y Marge deciden robar el aderezo ranchero de Flanders.
Homer y Marge irrumpen en el sótano de Flanders, pero cuando éste les oye, Homer deja escapar a Marge mientras él y Flanders se pelean. Marge vuelve a razonar con Ned, y éste les deja marchar con el vendaje. A través del videochat, Nelson intenta comprar la manta a Peter, pero es descubierto. Peter se regodea e insulta a Agnes, pero ella y Skinner le han estado observando a través del videochat. Echan a Peter de su casa. Lisa está fundiendo el playset para construir un muro de protección, pero una oruga ha entrado en su habitación. Le lanza lechuga y nota su agradable aspecto mientras se la come, lo que alivia su pavor.
El encierro termina cuando las orugas se convierten en capullos. Sin embargo, se convierten en mariposas y comienzan a atacar a los habitantes del pueblo.

## Producción
El productor ejecutivo Matt Selman quería tener un episodio de encierro sin tener que reconocer la pandemia de COVID-19. Eligió la idea de una plaga de orugas basándose en los veranos de su infancia en la Costa Este. La idea de que Maggie se negara a comer alimentos sin aderezo ranchero se basó en un hijo de uno de los guionistas.
Rob Lowe interpretó a Peter, el primo del director Skinner. Lowe comentó que la actuación de voz era diferente a otras formas de actuación. Dos días antes de la emisión del episodio se difundió un clip promocional en el que aparecía el primo Peter.

## Recepción

### Audiencia
El episodio obtuvo una audiencia de 0,24 y fue visto por 0,82 millones de espectadores, siendo el programa más visto de Fox esa noche.

### Respuesta de la crítica
Tony Sokol de Den of Geek calificó el episodio con 4 de 5 estrellas. Pensó que el episodio era una buena parodia de los encierros de COVID-19. Destacó las escenas en las que Lisa pone voz a sus muñecas con diferentes acentos. También le gustó la canción que canta la familia Flanders sobre el rapto. John Schwarz de Bubbleblabber calificó el episodio con un 8,5 sobre 10. Pensó que el episodio fue «innovador». Afirmó que la historia de Lisa fue lo suficientemente aterradora como para ser casi un segmento de Treehouse of Horror. También pensó que la historia de Bart era débil y que la aparición de Rob Lowe estaba infrautilizada. Cathal Gunning de Screen Rant opinó que la parodia de los cierres patronales llegaba tarde, sobre todo porque el programa podía parodiar otros acontecimientos con mayor rapidez. Sin embargo, afirmó que la parodia en sí era fuerte.